# 아이조메 쿄코
아이조메 쿄코(일본어: 愛染恭子, 1958년 2월 9일 ~ )는 일본의 성인 비디오 여배우, 로망 포르노 여배우, 스트리퍼였으며, 현재 포르노 감독으로 활동하고있다. 본명은 테라니시 쿄코(寺西恭子)이다. 일본 최초의 하드코어 포르노 여배우로 불린다.

## 생애

### 경력 초기
아이조메 쿄코는 지바현 노다시에서 태어났다. 그녀는 불화가 있는 가정에서 자랐는데, 아버지는 어머니에게 폭력을 일삼는 경찰관이었으며, 부모님은 1974년 그녀가 16살이었을 때 이혼했다. 고등학교를 졸업하고 나서 얼마 지나지않아 신주쿠 인근에서 누드 잡지사의 사진사로부터 스카웃되었다. 그녀는 누드 모델을 연예계 진출의 시작점으로 봤고, 아오야마 료코라는 예명을 사용해 활동하다가, 이내 《치한 지하철》(1975)과 《강간!》(1978)이라는 영화에 출연했다. 1978년에 공개된 이하라 사이카쿠 원작의 영화 《핑크 살롱: 호색한 다섯 여자》에서 처음 주연을 맡았다. 1979년 닛카츠에서 제작한 우노 코이치로 시리즈의 7번째 작품 《우노 코이치로의 뜨겁게 젖어서》에 출연했으며, 이듬해 닛카츠에 한 획을 그은 시리즈인 천사의 창자의 세 번째 작품 《천사의 창자: 나미》에서 배역을 맡았다.

### 백일몽
핑크 영화라는 장르의 개척자인 타케치 테츠지는 잡지에 실린 아오야마 료코의 누드 사진을 보고 그녀를 주목하게 된다. 핑크 영화란 섹스 필름보다 소프트한 장르의 영화로서 1960년대와 70년대에 일본 국내 영화중에서 압도적인 비중을 차지했다. 테츠지는 1964년 《백일몽》이라는 제목의, 핑크 영화 최초로 거대한 제작비로 만들어진 영화를 만들었는데, 이 영화의 리메이크 작품에 그녀를 출연시키기로 점찍게된다. 영화는 같은 이름으로 개봉되었으며, 이때부터 아오야마 료코라는 예명에서 아이조메 쿄코로 이름을 변경해 사용했다. 한편 영화에 등장하는 배우 사토 케이와의 성행위 장면이 실제로 한 것이라고 인정하여 큰 반향을 일으켰으며, 비록 일본의 법률에 의해 성기와 음모가 뿌옇게 삭제됐음에도 아사히 신문은 이 영화를 일본의 최초의 하드코어 포르노 영화로 소개했다.
1981년 11월, 아직 영세했던 성인 비디오 산업에 발을 들여 《음욕의 고통》이라는 제목의 데뷔 작품을 찍었으며, AV 산업 초기에 등장한 여배우 중 한명이 되었다. 음욕의 고통은 판매할 회사도 정하지 않고 무작정 찍은 작품이었으나, 대히트를 기록해 억대의 수익을 얻게 되었다.

### 백일몽 이후
아이조메 쿄코는 스트립쇼 방면으로도 진출했는데, 1983년 1월 오사카시의 스트립쇼 공연장 "13 뮤직"에서 공연을 하다가 공연음란죄로 현행범으로 체포되어 벌금형을 받았다. 같은해 7월에 요코하마시에서 같은 죄목으로 체포되었으며 기소유예 처분을 받았다. 이듬해인 1984년 《아이조메 쿄코: 더 서바이벌》에 출연하면서 처녀막재생술을 받아 화제가 되었다. 당시 수술을 집도했던 타카스 카츠야 원장은 요요기 타다시 감독과 그녀의 청으로 수술을 맡았다고 말했다. 아이조메 쿄코는 자신의 첫 경험이 좋지 않았음을 이유로 들며, 자신의 생일에 맞춰 수술을 받았다. 한편 수술 장면 역시 촬영되었으며 영화에 등장했다.
1994년 7월경 스트립쇼에서 완전히 손을 떼었으며, 이후로 성인 비디오에서 주로 활동하게 된다.
2007년 4월 24일, 중학교 3학년생인 조카가 자신의 지인과 교제하고 있다는 사실을 알고, 교육이란 명분으로 상해를 입힌 혐의로 체포되어, 마쓰도 간이 재판소에서 벌금 50만 엔의 약식 명령을 받고 납부 후 석방되었다.
2010년 3월 1일, 잡지 촬영을 위해 개인 소유 여객선 쿠이누파나 호를 타고 이시가키섬에서 아라구스쿠섬으로 이동하던 중, 다케토미섬 남서 4.4km지점에서 갑자기 여객선에 불이 붙었다. 우연히 지나가는 배가 있어 구조되었으며, 배는 불이 붙고서 2시간 뒤 전소되어 침몰했다. 5일 뒤 개봉된 단 오니로쿠 원작의 영화 《노예선》의 무대 인사에서 본 작품을 끝으로 누드계에서 은퇴한다고 전했다.

### 주해
1. ↑  아오야마 쿄코, 아오야마 준코 등의 오기가 존재한다.

### 참고
1. 1 2 3 4  “愛染恭子が暴行…１４歳めいが知人男性と寝たのに激怒” (일본어). ZAKZAK (석간 후지). 2007년 4월 24일. 2007년 4월 26일에 원본 문서에서 보존된 문서. 2015년 9월 30일에 확인함.
2. 1 2 3  신이치 고이즈미 (2001년 12월 1일). “Porn-star label now a badge of honor for actress” (영어). 아사히 신문. 2001년 12월 3일에 원본 문서에서 보존된 문서. 2015년 10월 2일에 확인함.
3. ↑  “Shin-Toho/ Movie History  Kyoko Aizome” (영어). xcity. 2007년 3월 10일에 원본 문서에서 보존된 문서. 2015년 10월 2일에 확인함.
4. ↑  “YARU!” (영어). The Complete Index to World Film. 2007년 5월 26일에 원본 문서에서 보존된 문서. 2015년 10월 2일에 확인함.
5. ↑  “Pinku saron: Kôshoku gonin onna” (영어). IMDb. 2015년 10월 2일에 원본 문서에서 보존된 문서. 2015년 10월 2일에 확인함.
6. ↑  “宇能鴻一郎のあつく湿って” (일본어). MovieWalker. 2015년 10월 2일에 원본 문서에서 보존된 문서. 2015년 10월 2일에 확인함.
7. ↑  “천사의 창자 - 나미”. 다음 영화. 2015년 10월 2일에 원본 문서에서 보존된 문서. 2015년 10월 2일에 확인함.
8. 1 2  “AV巨匠・代々木忠　愛染恭子の再生処女膜の糸を切った過去” (일본어). 주간 포스트. 2011년 3월 11일. 2015년 10월 1일에 원본 문서에서 보존된 문서. 2015년 10월 1일에 확인함.
9. ↑  “「包茎を作った男」高須社長が整形産業について語る” (일본어). logmi. 2015년 9월 30일에 원본 문서에서 보존된 문서. 2015년 9월 30일에 확인함.
10. ↑  “愛染恭子、死にかけた！乗っていた船が炎上、沈没…「奴隷船」初日” (일본어). 야후 재팬 뉴스. 2010년 3월 7일. 2010년 3월 12일에 원본 문서에서 보존된 문서. 2015년 10월 1일에 확인함.